# Hemigobius mingi
Hemigobius mingi es una especie de peces de la familia de los Gobiidae en el orden de los Perciformes.

## Morfología
- Los machos pueden llegar a alcanzar los 5,5 cm de longitud total.
- Número de  vértebras: 26-27.[1][2]

## Hábitat
Es un pez de clima tropical y bentopelágico.

## Distribución geográfica
Se encuentra en el Pacífico occidental central: Singapur, Tailandia, Indonesia y Brunéi. 

## Observaciones
Es inofensivo para los humanos. 